# 金素慧
金素慧（：／ Gim So-hye，1999年7月19日—），曾譯作金曉慧。韓國女演員、主持人。2016年，參與生存實境節目《PRODUCE 101》獲得第五名，以女團I.O.I成員身份出道，進行了為期約一年的活動。2017年4月10日，主演網絡劇《詩Story》作為演員出道。2019年10月12日，出演首部電影《致允熙》。

## 經歷

### 早年生活
金素慧於1999年7月19日出生於韓國首爾，家庭成員除了父母之外，還有一位弟弟金尹秀（： Gim Yoon-soo）。曾就讀於淑明女子中學校及京畿女子高等學校（2018年2月畢業）。初中時是排球校隊，司職防守自由球員，曾經連續三年進入全國大賽並且拿過冠軍。

### 參加《PRODUCE 101》
2015年12月，金素慧以Redline娛樂演員練習生的身份參演Mnet大型女團生存實境節目《PRODUCE 101》。節目中，近百位練習生入住宿舍接受唱歌和舞蹈等訓練，最後一集排名前十一的練習生將可入選YMC娛樂旗下女團I.O.I，進行為期約一年的活動。在2016年4月1日直播的最後一集中，金素慧以排名第五的成績成為限定組合I.O.I的一員。

### I.O.I活動生涯
2016年5月4日，I.O.I首張迷你專輯《Chrysalis》發行，金素慧正式作為女團成員出道。5月5日，通過Mnet音樂節目《M! Countdown》帶來出道舞台，演唱主打歌曲《Dream Girls （页面存档备份，存于）》及《Knock Knock Knock （页面存档备份，存于）》。
6月10日，YMC娛樂於官網公布I.O.I七人小分隊，成員包括金素慧。8月9日，單曲〈Whatta Man (Good man)〉MV及音源正式公開。8月16日，I.O.I小分隊於《THE SHOW》上獲得一位，為金素慧女團生涯首個音樂節目冠軍。
10月17日，發行第二張迷你專輯《Miss Me?》，是I.O.I最後一次完全體回歸。
2017年1月20日至22日共三天，在出道時首次登台的相同地點首爾獎忠體育館舉辦「Time Slip」I.O.I告別演唱會。
1月29日，I.O.I活動期結束，金素慧女團生涯暫告一段落。

### 個人演藝生涯
2016年6月21日，金素慧經紀公司由Redline娛樂改為由其家人設立的S&P娛樂。
9月19日，MBC新綜藝節目《Star Show 360》首播，金素慧以助理主持身份出演該節目，和主持卓在勳和利特合作與不同偶像團體來賓互動。12月20日起，擔任以電玩遊戲為主題的SBS新綜藝節目《Game show遊戲樂樂》主持人之一。
2017年1月18日，客串網絡劇《三色幻想 - 女王的戒指》，為演員出道做準備。1月31日，據報道金素慧將主演嶄新虛擬實境劇《是初戀啊》，是關於少女與陌生人的愛情故事，而男主角（陌生人）就是觀眾。原定於二月開始拍攝，四月中旬播出，其後因劇本等問題製作計劃取消。
2月3日，作為固定成員加入SBS廣播電台節目《裴承載的10點》。2月16日，在首尔瑞草区由家人開設的鯊魚企鵝咖啡厅中接受了记者的访问，对于今后的活动计划等发表了相关看法。2月28日，Mystic娛樂方面公開了金素慧出演歌手Ra.D的新歌MV照片，MV與音源在3月3日公開。
4月10日，主演網絡劇《詩Story》，正式作為演員出道。10月5日，首度出演無線電視台劇集，於KBS獨幕劇《姜德順愛情變遷史》擔任女主角。11月9日，網絡劇《意外的英雄》公佈選角，金素慧擔任主角之一，該劇將於12月18日播出。
2018年8月21日，金素慧擔任女主角的網絡劇《強迫戀愛的社會》首播。9月10日，以未來世界為背景的科幻題材網絡劇《Ambergris》舉行發布會，該劇將於9月13日起於Naver TV、Facebook、Dailymotion等網絡平台播出。
2019年1月2日，主演的水木連續劇《最棒的炸雞》首播。4月18日，《今天，你好》播出，為金素慧再度出演KBS獨幕劇。
5月4日起，與Defconn、神童、李龍真、渽民合作主持Channel A新綜藝節目《一起遊戲吧GG》。在節目中主持們將走訪韓國不同學校，與師生進行電玩遊戲競賽。5月18日起，與Tony An、韓昇延、MJ、JINJIN主持TV朝鮮旅遊綜藝節目《首先一起去吧》。
9月9日，自I.O.I解散後首度發行單曲，為歌手Olltii的專輯《8BEAT》內〈Press Start〉一曲客串演唱 。
同年，確認出演首部電影《致允熙》，擔任女主角金喜愛的女兒。10月12日，《致允熙》於第24届釜山國際電影節作為閉幕電影首映，金素慧憑此電影獲影評人及記者選為2019年7位最佳女演員之一，並獲提名第56屆《百想藝術大獎》女子新人演技獎（電影部門）。12月4日，電視電影《首爾銀行》於MBC放映。
2020年4月6日，改編自同名網絡漫畫的KBS月火連續劇《契約友情》首播，劇中金素慧飾演女主角高中生嚴世允一角。
5月7日起，主持KBS Sports講述韓國百年間體育運動歷史的網絡節目《백년의 스토리（百年故事）》。同日，獲韓國足球協會邀請，主持其KFATV頻道的新節目《풋볼러브 프로젝트（Football Love Project）》，首集邀請了梨花女子大學教授討論2019冠状病毒病疫情對未來足球運動的影響。

## 音樂作品

### 合作歌曲
| 發行日期       | 專輯名稱                              | 曲目                                         | 合作歌手 / 團體 |
| 2015年12月17日 | 《PRODUCE 101 - PICK ME》             | 〈Pick Me （页面存档备份，存于）〉           | PRODUCE 101     |
| 2016年3月19日  | 《PRODUCE 101 - 35 Girls 5 Concepts》 | 〈In the Same Place （页面存档备份，存于）〉 | Girls On Top    |
| 2019年9月9日   | 《8BEAT》                             | 〈Press Start （页面存档备份，存于）〉       | Olltii          |

### 音樂錄影帶
| 年份 | 發佈日期 | 歌曲名稱                                                     | 歌手        | 備註           |
| 2015 | 4月9日   | 〈The Light （页面存档备份，存于）〉                         | THE ARK     | 出道前參與錄制 |
| 2015 | 9月7日   | 〈放學了 Goodbye School （页面存档备份，存于）〉             | 王矜霖      | 出道前參與錄制 |
| 2017 | 3月4日   | 〈看著眼睛說話(Look Into Your Eyes) （页面存档备份，存于）〉 | Ra.D        | MV女主角       |
| 2017 | 6月22日  | 〈Let's Eat （页面存档备份，存于）〉                         | JejuMontrak | 客串           |

## 影視作品

### 電影
| 年份   | 首映日期 | 名稱         | 角色 | 性質   | 備註                         |
| 2019年 | 10月12日 | 《致允熙》   | 新春 | 女配角 | 第24屆釜山國際電影節閉幕電影 |
| 2019年 | 12月4日  | 《首爾銀行》 |      | 女配角 | 電視電影                     |
| 2021年 | 8月18日  | 《鬼門》     |      | 女主角 |                              |

### 電視劇、網絡劇
| 年份   | 首播日期    | 频道                  | 劇名                                    | 角色                      | 集数   | 備註                        |
| 2017年 | 3月6日、9日 | Naver TV、MBC         | 《三色幻想 - 戒指女王》                 | （客串）                  | 第1集  |                             |
| 2017年 | 4月10日     | Naver TV、SBS Mobidic | 《詩Story》                             | （女主角）                | 全10集 | 預告 （页面存档备份，存于） |
| 2017年 | 10月5日     | KBS                   | 《KBS Drama Special－姜德順愛情變遷史》 | 姜德順 （女主角）         | 全1集  |                             |
| 2017年 | 12月18日    | Naver TV              | 《意外的英雄》                          | 允智 （女主角）           | 全10集 | 預告 （页面存档备份，存于） |
| 2018年 | 8月21日     | Onstyle               | 《强迫恋爱的社会》                      | 韓小愛 （女主角）         | 全5集  |                             |
| 2018年 | 9月13日     | YouTube               | 《龍涎香(Ambergris)》                   | （女主角）                | 全4集  |                             |
| 2019年 | 1月2日      | Dramax                | 《最棒的炸鸡》                          | 徐寶兒 （女主角）         | 全12集 |                             |
| 2019年 | 4月18日     | KBS                   | 《今天，你好》                          | （女主角）                | 全1集  |                             |
| 2020年 | 4月6日      | KBS                   | 《契約友情》                            | 嚴世允 （女主角）         | 全8集  |                             |
| 2020年 | 9月19日     | TV朝鮮                | 《學校奇談：永遠不會來的孩子》          | 鄭秀雅 （女主角）         | 全2集  |                             |
| 2021年 | 12月31日    | kakao TV              | 《她的遺願清單》                        | 車羅利 （女主角）         | 全10集 |                             |
| 2023年 | 8月21日     | KBS                   | 《純情拳擊手》                          | 李權淑／李宥利 （女主角） | 全12集 |                             |
| 2026年 |             | JTBC                  | 《未婚男女的效率戀愛》                  | 沈曉                      |        |                             |

## 綜藝節目
| 年份 | 放送日期                | 電視台     | 節目名稱                   | 備註                                 |
| 2016 | 1月22日至4月1日         | Mnet       | 《PRODUCE 101》            | 參賽者；最後一集以229732票成為第五名 |
| 2016 | 9月19日至11月7日        | MBC        | 《Star Show 360》          | 輔助主持                             |
| 2016 | 12月20日至2018年1月12日 | SBS        | 《遊戲樂樂》               | 輔助主持                             |
| 2017 | 1月2日至6月14日         | EBS2       | 《一口多益》               | 固定主持                             |
| 2017 | 8月10日至9月28日        | FashionN   | 《Follow Me 8S》           | 固定主持                             |
| 2019 | 5月4日至7月27日         | Channel A  | 《一起遊戲吧GG》           | 固定主持                             |
| 2019 | 5月18日至6月29日        | TV朝鮮     | 《首先一起去吧》           | 固定主持                             |
| 2020 | 5月7日－                | KBS Sports | 《百年故事》               | 固定主持                             |
| 2020 | 5月7日－                | KFATV      | 《Football Love Project 》 | 固定主持                             |

## 廣播電台
| 播出日期                     | 廣播電台     | 節目名稱         | 備註                                      |
| 2017年2月12日至2019年1月12日 | SBS Power FM | 《裴承載的10點》 | 固定DJ，可视电台， （页面存档备份，存于） |
| 2019年10月17日至12月12日     | SBS Power FM | 《裴承載的10點》 | 固定DJ，可视电台                          |
| 2020年5月15日至7月10日       | SBS Power FM | 《裴承載的10點》 | 固定DJ，可视电台                          |

## 獎項

### 影視獎項及提名
| 年份 | 單位                              | 獎項                       | 作品                 | 結果 |
| 2017 | KBS演技大賞                       | 獨幕劇女演員賞             | 《姜德順愛情變遷史》 | 提名 |
| 2019 | 亞洲模特盛典（Asia Model Awards） | 新星獎（演技部門）         | 不適用               | 獲獎 |
| 2020 | 春史電影獎                        | 最佳女子新人獎             | 《致允熙》           | 提名 |
| 2020 | 百想藝術大獎                      | 女子新人演技獎（電影部門） | 《致允熙》           | 提名 |
| 2021 | 第41屆青龍電影獎                  | 最佳女子新人獎             | 《致允熙》           | 提名 |

## 外部連結
- 金素慧的Instagram帳戶
- 金素慧的NaverCafe （页面存档备份，存于）
- 金素慧的V LIVE頻道 （页面存档备份，存于）